# Pont au Double
Pont au Double – dziewiętnastowieczny żelazny most między 5 okręgiem paryskim, Île de la Cité i 4 okręgiem paryskim.

## Historia
W 1515 zarząd paryskiego szpitala Hôtel-Dieu poprosił Franciszka I o budowę dodatkowego mostu na Sekwanie, który służyłby jedynie transportowi pacjentów do szpitala. Chociaż król wydał pozytywną decyzję, z braku pieniędzy budowa rozpoczęła się w ponad stulecie później, w 1626 według projektu Gamarda i trwała osiem lat. Swoją nazwę wziął od double denier – sumy pieniędzy, którą osoby niezwiązane ze szpitalem musiały zapłacić za prawo przejazdu mostem.
W 1709 most nieoczekiwanie zawalił się, a odbudowana konstrukcja pozostawała na swoim miejscu do 1847. W 1883 została zastąpiona eksperymentalną żelazną konstrukcją – pierwszym w Paryżu mostem z tego surowca.
Pont au Double jest mostem opartym na pojedynczym łuku. Obiekt zaprojektowali Henri Bernard i Jules Lax, przeznaczając go równolegle do ruchu kołowego i pieszego. Łączna długość mostu wynosi 45 m, a szerokość – 20m.